# 日本映画・テレビ録音協会
日本映画・テレビ録音協会（にほんえいが・テレビろくおんきょうかい）は、日本の録音技師、映像作品の録音の従事者で構成する、日本の職能団体、協同組合である。

## 概要
録音技師の社会的認知度の向上を目的とし、映画、映像分野の発展に寄与する。1961年（昭和36年）10月17日に前身となる日本映画録音協会が設立。初代理事長は峰尾芳男。1997年（平成9年）7月に協同組合日本・映画テレビ録音協会が創立。英語表記はJapan Cinema and Television Sound Creator Association（J.S.A.）。会員数は201名を擁する（2020年3月1日時点）。

## 沿革
- 1961年（昭和36年）10月17日、日本映画録音協会設立
- 1962年（昭和37年）5月30日、機関紙「録音」第１号発刊
- 1997年（平成9年）7月、協同組合 日本映画・テレビ録音協会創立
- 2008年（平成20年）6月、録音協議会と合併

## 歴代理事長
| 代 | 理事長     | 就任時期        |
| -- | ---------- | --------------- |
| 1  | 峰尾芳男   | 1961年 - 1964年 |
| 2  | 中村敏夫   | 1964年 - 1974年 |
| 3  | 安田庸三   | 1974年 - 1980年 |
| 4  | 高島小二郎 | 1980年 - 1989年 |
| 5  | 松本隆司   | 1989年 - 1998年 |
| 6  | 岩田廣一   | 1998年 - 2004年 |
| 7  | 橋本文雄   | 2004年 - 2008年 |
| 8  | 紅谷愃一   | 2008年 - 2014年 |
| 9  | 小野寺修   | 2014年 - 2020年 |
| 10 | 志満順一   | 2020年 -        |